# Lorges
Lorges település Franciaországban, Loir-et-Cher megyében. Lakosainak száma 353 fő (2022. január 1.). Lorges Cravant, Briou, Concriers, Josnes, Roches, Saint-Laurent-des-Bois és Villermain községekkel határos.

## Népesség
A település népességének változása:
| Lakosok száma | 271  | 212  | 273  | 333  | 377  | 368  | 352  | 348  | 342  | 353  |
|               | 1968 | 1982 | 1990 | 2006 | 2013 | 2015 | 2017 | 2019 | 2020 | 2022 |